# Pattershofen
Pattershofen ist ein in der Oberpfalz gelegenes Dorf, das ein Gemeindeteil von Kastl ist.

## Lage
Der Ort befindet sich in der Region Oberpfälzer Jura und liegt in der nach Pfaffenhofen benannten Gemarkung. Pattershofen selbst ist einer von 39 Ortsteilen des Marktes Kastl. Die Ortsmitte des Marktes liegt dreieinhalb Kilometer entfernt und Velburg zwölf Kilometer.

## Verkehr
Die Bundesstraße 299 verläuft südlich des Ortes.

## Kultur und Sehenswürdigkeiten

### Bauwerke

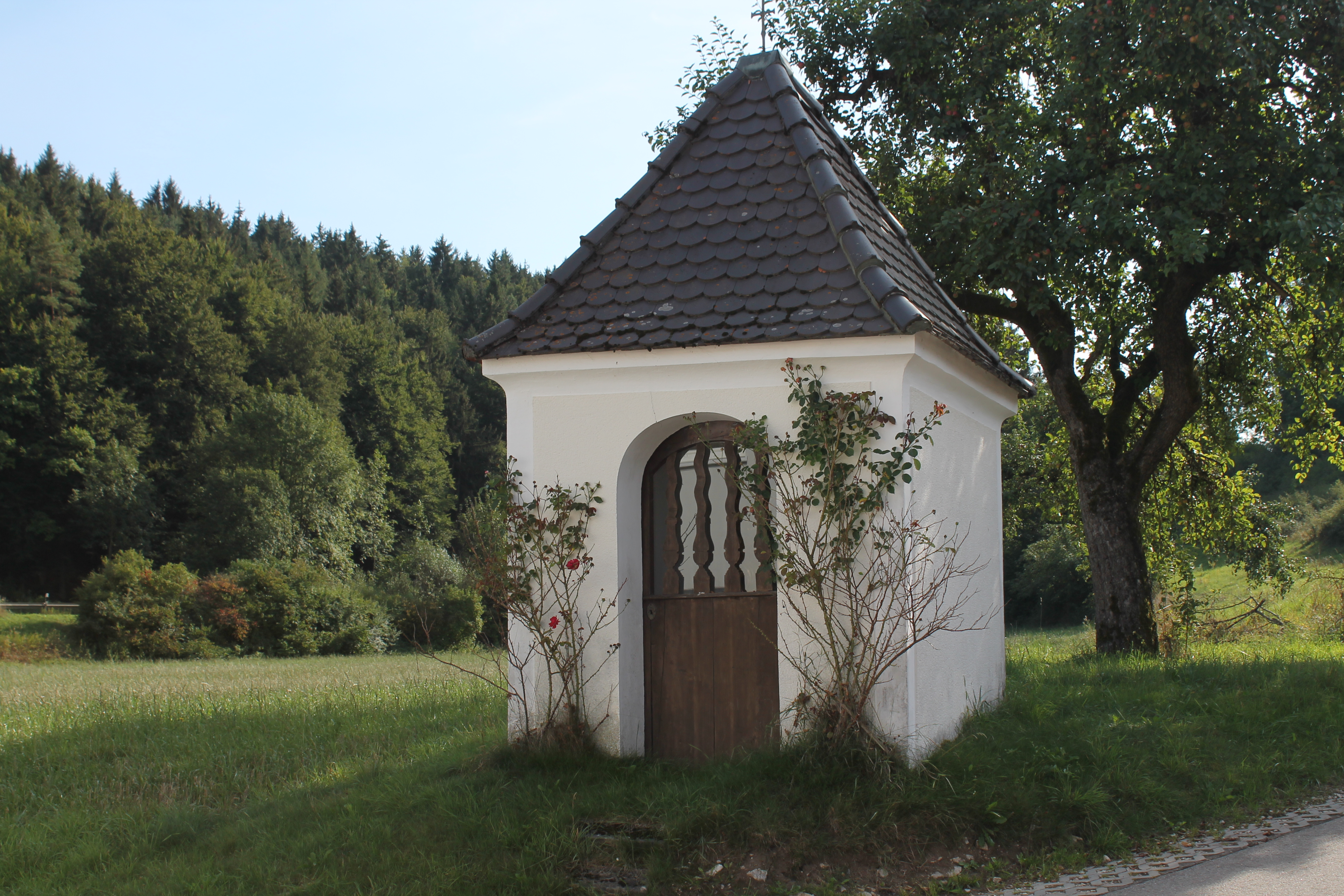
Die Marienkapelle von Pattershofen

Im Ortsbereich von Pattershofen gibt es zwei denkmalgeschützte Bauwerke, das sind eine Marienkapelle und die Kapelle Heilige Dreifaltigkeit.